# Tabou Combo
Tabou Combo es una banda de konpa dirèk de Haití, fundada en 1968 en Pétion-Ville, un suburbio de Puerto Príncipe. La orquesta ha actuado en todo el mundo (América del Norte, América del Sur, Europa, África, Asia, y especialmente, en el Caribe).
Sus canciones son compuestas y cantadas en inglés, francés, español y criollo haitiano. Tabou Combo se refieren a sí mismos como los "Embajadores del kompa".
Fue la primera banda de Haití en presentarse en Japón, Costa de Marfil y Senegal, entre otros países; y también fue la primera agrupación del Caribe en tener un sencillo en el número uno del hit parade francés.

## Historia
En 1968 los fundadores de la banda, Albert Jr. Chancy y Herman Nau, ofrecieron su primer concierto. Al principio se llamaron a sí mismos "Los Incógnitos" porque eran prácticamente desconocidos, pero el año siguiente lo cambiaron a "Tabou Combo"  para ajustarlo a la cultura haitiana. Ese año la banda ganó el premio al "Mejor Grupo Musical del Año" en un concurso de talento televisivo por lo que obtuvo reputación nacional en Haití y la posibilidad de una prometedora carrera internacional.

## Estilo musical
En el repertorio musical de Tabou Comboa, aunque predomina el konpa, hay mezcla de méringue, tambores de ceremonias vudú, kontradans y cuadrillas coloniales francesas de Haití, soukous africano y el funk de la era del soul estadounidense.

## Miembros (pasado-presente)
- Albert Chancy, Jr. (1968-1969): líder / guitarra
- Jean-Claude Jean (1968-): guitarra rítmica
- Adolphe Chancy (1968-1988): líder / bajo
- Paul Gonel (1968): acordeón
- Fritz Coulanges (1968-): violín
- Serge Guerrier (1968-1972): Cantante principal
- Herman Nau (1968-1998): bidones / voces
- Yves Joseph "Fanfan" (1968): percusión / voz
- Yvon 'Kapi' André (1968): percusión / voz
- Roger Marie Eugene "Shoubou" (1968): El cantante
- Andre "Dadou" Pasquet (1970-1976): solo de guitarra
- Yvon cine (1973-): bajo / voz
- Guerry Legagneur (1971-1975): acordeón
- Pierre André Cine (1973-1976): Guitarra / percusión
- Elysee Pyronneau (1976-): Guitarra Solista / teclados
- John Campagna (1978-): saxofón alto
- James Kelly (1978-1981): saxo tenor
- Glenn Ferris (1978-1980): el trombón
- Andrew Washington (1980-): trombón
- Paul F. Henegan (1981-1987): saxofón
- Charlie Miller (1981-1983): Trompeta
- Joe Mosello (1983-1987): Trompeta
- Reynald "Rey" Valme (1987-): congas
- Ernst Marcelin (1987-1992): teclados
- El oro Ned (1987-1995): saxofón tenor
- Pete Macnamara (1988-1995): Trompeta
- Gary Resil (1988-1995): Guitarra Rítmica
- Yves Abel (1988-): Bajo
- Ken Watters (1989-): Trompeta
- Daniel "Danny" Pierre (1994-2002): teclados / voz
- Ralph Conde (1995-): solo de guitarra
- Andrew Atkins (1997-): trombón
- Robenson Jean-Baptiste (2006-): Batería
- Dener Ceide: guitarra solista
- Curtis Eby: trompeta
- Darren Barrett: trompeta

## Discografía
- Kompa to the world. Discográfica: Aztec Music. Año: 2011
- Mizik Factory. Año: 2009
- Fiesta Caribena / Caribbean Fete. Año: 2005
- Taboulogy. Discográfica: Créon Music. Año: 2005
- 35th Anniversary. Año: 2003
- Le Meilleur De Tabou Combo. Año: 2003
- Les Grands Succès de Tabou Combo. Año: 2003
- Préjugé. Discográfica: Hibiscus Records. Año: 2001
- Happy birthday. Discográfica: M10. Año: 2000
- Sans Limites. Discográfica: Sonodisc. Año: 2000
- Super Stars. Año: 2000
- Live au Zenith 98. Discográfica: Sonodisc. Año : 1998
- Over drive. Discográfica: Hibiscus Records. Año: 1998
- New York City. Año: 1998
- References. Discográfica: Hibiscus Records. Año: 1996
- Ya patia. Discográfica: Sonodisc. Año: 1996
- Best of Tabou Combo. Discográfica: Mélodie. Año: 1995
- Rasanble Año: 1994
- Unity. Discográfica: Hibiscus Records. Año: 1994
- Go Tabou go. Discográfica: Sonodisc. Año: 1992
- Jo jo nan carnaval. Discográfica: Sonodisc. Año: 1992
- Tabou Combo / vol.1 (Bese ba). Discográfica: Sonodisc. Año: 1992
- Tabou Combo / vol.2 (Et alors). Discográfica: Sonodisc. Año: 1992
- Tabou Combo / vol.3 (Se konsa se konsa). Discográfica: Sonodisc. Año: 1992
- Tabou Combo / vol.4 (Bolero). Discográfica: Sonodisc. Año: 1992
- Tabou Combo / vol.5 (Anbisyon). Discográfica: Sonodisc. Año: 1992
- Zap zap. Discográfica: Sonodisc. Año: 1991
- Gozalo. Año: 1990
- Tabou Combo de Petion Ville (8th sacrement). Discográfica: Sonodisc. Year : 1989
- Haiti. Año: 1989
- Live in Zenith (Les plus grands succès). Discográfica: Sonodisc. Year : 1989
- Aux Antilles... Discográfica: Sonodisc. Año: 1989
- Haiti Sou Ke Moin. Discográfica: Sonodisc. Año: 1987
- Partage Año: 1982
- Allo allo. Discográfica: Sonodisc. Año: 1981
- Bolero jouk li jou. Discográfica: Sonodisc. Año: 1981
- Et alors. Discográfica: Hibiscus Records. Año: 1981
- Baissez-bas. Discográfica: Sonodisc. Año: 1980
- Voyé monté. Discográfica: Hibiscus Records. Año: 1979
- The music machine. Discográfica: Sonodisc. Año: 1978
- L'an 10. Discográfica: Edenways Año: 1977
- Indestructible. Año: 1976
- Inflación. Año: 1975
- The Masters. Discográfica: Barclays. Año: 1975
- 8th Sacrement : Año: 1974
- Respect. Discográfica: Sonodisc. Año: 1973
- A la canne a sucre. Discográfica: Sonodisc. Año: 1972
- Incomparable. Año: 1968
- 360 Degre
- Why not. Discográfica: Hibiscus Records